# 青鹿明司
青鹿 明司（あおしか めいし、1920年11月12日 - 2008年5月28日）は、日本の大蔵官僚。茨城県副知事、理財局次長、内閣官房内閣審議室長、常陽産業開発センター理事長、常陽銀行副頭取、同行頭取、同行会長などを歴任。茨城県水戸市千波町在住。趣味はゴルフ。

## 来歴
東京府出身。旧制第一高等学校、東京帝国大学法学部政治学科卒業。東京帝大在学中に高等試験行政科に合格。1943年9月 大蔵省入省。主計局属。1946年2月 松江税務署長。1954年6月1日 大臣官房文書課長補佐。1957年10月18日 内閣官房内閣審議室内閣審議官兼総理府内閣総理大臣官房審議室参事官。1960年9月8日 大臣官房調査課長。1963年5月20日 主計局主計官（建設・公共事業担当）。1964年7月3日 関税局総務課長。1965年5月18日 関税局総務課長兼関税局企画課長。同年7月1日 関税局総務課長。1966年5月 茨城県副知事。1968年6月11日 理財局次長。1969年8月 内閣官房内閣審議室長兼総理府内閣総理大臣官房審議室長。1971年8月10日 退官。同年8月 常陽産業開発センター理事長。同年11月 常陽銀行専務。1973年11月 同行副頭取。1975年7月 同行頭取。1986年7月 同行代表取締役会長。1993年6月 同行取締役相談役。

## 略歴
- 1943年9月：大蔵省入省。主計局属[2]。
- 1943年9月：海軍主計見習尉官。
- 1945年3月：海軍主計大尉。
- 1945年5月：軍需省軍需監理官。
- 1945年9月：予備役。
- 1945年9月：主計局。
- 1946年2月：松江税務署長。
- 1947年5月8日：大臣官房。
- 1947年7月：主計局。
- 1948年6月29日：管理局。
- 1949年6月：主計局。
- 1951年7月：仙台国税局直税部長。
- 1953年7月：国税庁直税部法人税課長補佐。
- 1953年9月：国税庁長官官房総務課長補佐。
- 1954年6月1日：大臣官房文書課長補佐。
- 1956年7月20日：大阪国税局調査査察部長。
- 1957年10月18日：内閣官房内閣審議室内閣審議官 兼 総理府内閣総理大臣官房審議室参事官。
- 1960年9月8日：大臣官房調査課長。
- 1963年5月20日：主計局主計官（建設・公共事業担当）。
- 1964年7月3日：関税局総務課長。
- 1965年5月18日：関税局総務課長 兼 関税局企画課長。
- 1965年7月1日：関税局総務課長。
- 1966年4月15日：大臣官房付。
- 1966年5月：茨城県副知事。
- 1968年6月11日：理財局次長。
- 1969年8月：内閣官房内閣審議室長 兼 総理府内閣総理大臣官房審議室長。
- 1971年8月10日：退官。